# Thomas Joannes Stieltjes
Thomas Joannes Stieltjes (ur. 29 grudnia 1856 w Zwolle, Holandia, zm. 31 grudnia 1894 w Tuluzie, Francja) – holenderski matematyk, profesor na uniwersytetach w Lejdzie i Tuluzie, członek Holenderskiej Akademii Królewskiej i Petersburskiej Akademii Nauk. Wniósł duży wkład w badanie ułamków łańcuchowych.
Jego imieniem został nazwany wydział matematyki na Uniwersytecie w Lejdzie, a także całka Stieltjesa.

## Życiorys
Stieltjes urodził się 29 grudnia 1856 roku w holenderskim mieście Zwolle. Jego ojciec, Thomas Joannes Stieltjes, był inżynierem i politykiem. Odpowiadał za budowę wielu portów w okolicy Rotterdamu i zasiadał w duńskim parlamencie. W 1873 młody Stieltjes rozpoczął naukę w szkole wyższej w Delfcie. Zamiast uczęszczać na wykłady, czas poświęcił czytaniu prac Carla Gaussa i Jacobiego, w wyniku czego oblał egzaminy. Dwie kolejne porażki (w roku 1875 i 1876) sprawiły, że jego ojciec, który przyjaźnił się z van de Sande Bakhuyzenem, dyrektorem uniwersytetu, znalazł synowi pracę w charakterze asystenta w obserwatorium w Lejdzie.
Wkrótce potem Stieltjes rozpoczął korespondencję z Charles’em Hermite’em, której nie przerwał do końca życia. Listy początkowo dotyczyły mechaniki nieba, ale wkrótce potem ich tematem stała się matematyka, a Stieltjes zaczął poświęcać swój czas pracy badawczej w tej dziedzinie i 1883 roku wystosował rezygnację z pracy w obserwatorium, a sam Van de Sande Bakhuyzen się do niej przychylił. Również Elizabeth Intveld, z którą Stieltjes ożenił się w maju tego samego roku, zachęcała go do porzucenia astronomii na rzecz matematyki. Od września do grudnia wykładał na Uniwersytecie Technicznym w Delfcie geometrię analityczną i wykreślną w zastępstwie za F. J. van den Berga. Pod koniec roku ostatecznie zrezygnował ze stanowiska w obserwatorium.

## Praca naukowa
Stieltjes pracował nad niemal wszystkimi dziedzinami analizy matematycznej, ułamkami łańcuchowymi i teorią liczb. Jego prace są także uznawane za poważny krok w stronę teorii przestrzeni Hilberta. Pozostały wkład w rozwój matematyki obejmował między innymi funkcje ciągłe i szeregi rozbieżne, równania różniczkowe,
interpolację, funkcję Γ i funkcje eliptyczne.